# 소녀 만화
소녀 만화(少女漫画 쇼조망가[*]}는 일본 만화의 한 장르로 소녀를 중심으로 한 만화이다. 영어권이나 유럽 국가들은 대체로 ‘소녀’라는 뜻의 일본어 단어를 그대로 옮긴 쇼조(Shojo) 등의 용어를 쓰고 있다.

## 장르 소개
도안으로 사랑스럽고 깨끗한 인상을 주는 것이 많다. 각 시대의 소년 만화에 비해 눈과 빛의 묘사가 큰 전통적 전형으로서 2000년대에서 말하는 모에 그림에 가까운 것을 홍채가 강조 된 "반짝 반짝 눈들"로 바뀔 수 있었던 같다. 작품 세계의 정취를 소중히 하고 배경을 리얼하게 그려 넣는 것은 피하면서 독백 많이 넣으며 심상을 형상화한 배경 및 프레임 나누기 등을 구사하여 인물의 감정의 흐름을 중시한 연출 화면 기법이 뛰어나다. 또한 입체성이나 움직임을 표현하거나 관점을 수시로 변경할 그림은 비교적 적다. 단지 이런 것들이 소녀 만화적인 작풍보다는 여성 작가들의 특징으로서 생각해볼 수도 있다.
그러나 소녀 만화 및 청년 만화, 그리고 영화 기법의 영향을 크게 받고 있으며, 전통적인 소녀 만화 계통에 의하지 않는 표현 방법도 포함한다. 반면에 순정 만화에서 특유의 기호적 표현이 과거에 많이 탄생하고 있지만, 현재는 순정 만화에 그치지 않고 모든 분야에 확산되고 있다. 현재 (2000년대 이후) 연애 만화 및 연애 요소가 있는 작품이 주류를 이루고 있다. 또한 개그 만화나 공포 만화 등 연애 요소를 거의 포함하지 않는 장르도 존재한다. 판타지 만화나 스포츠 만화 등도 예로부터 하위 장르로서 자리 매김하고 있으며, 지금에 이르기까지 인기가 뿌리 깊다.

## 주요 작품
- 왕가의 문장
- 요술공주 샐리
- 토마의 심장
- 바람과 나무의 시
- 베르사이유의 장미
- 들장미소녀 캔디
- 달의 요정 세일러문
- 꽃보다 남자
- 노다메 칸타빌레
- 카드캡터 사쿠라(카드캡터 체리)
- 숲의 요정 페어리루
- 괴도 세인트 테일(천사소녀 네티)
- 슈가슈가룬
- 너에게 닿기를
- 플라워링 하트

## 소녀 만화 잡지

### 일본
작품이 게재된 주요 잡지. 지금은 거의 만화만의 지면이지만 창간 당시 및 초기에는 그림 이야기나 소설, 패션, 스타란 등 소녀용 종합 잡지로 간행되고 있었으며 1960 - 1970년대 이후에는 만화 잡지로서 재구성된 것도 많아 독자층의 성장과 함께 고령층용 잡지가 간행되어 갔다.
◎ 연령별 독자층에 의한 잡지 구분.
일반적인 소녀 잡지
순정만화 잡지의 전신. 다음 소녀를 위한 만화 잡지도 창간 초기에는 순정 만화 이외의 그림 이야기 등을 많이 게재하고 있었다.
- 소녀 클럽 ( 고단샤 / 1923년 - 1962년, "소녀 프렌드"로 발전 )
- 히토미 ( 아키타 서점 / 1958년 - 1961년, 이후 만화 잡지로 재개 )

유아·저학년용 소녀 잡지
하이틴용 뿐만 아니라 비교적 새로운 시대를 맞이해 나이 분할에 대응하여 출판되었다. 기존 아동을 위한 잡지 또는 소녀향의 하한이 담당하고 있던 계층이던 미취학 아동 ( 4 세 무렵 )부터 초등학교 중학년까지의 소녀에서 " 톡톡 "과 " 차오 " 등이 탐구 저연령층향 노선의 선구자였지만, 1992년에 「 챠오 」에 통합되었다.
- 톡톡 ( 소학관 / 1988년 - 1992년 )
- 푸치구미( 소학관 / 2006년 - 현재 )

소녀향 소녀 잡지
창간 초기에는 소녀향 잡지로 간행된 잡지도 많고, 당시의 독자층은 초 · 중학생부터 고등학생까지 읽히고 문자 그대로 순정 만화의 중심이었지만, 고연령층을 위한 잡지의 간행 및 미디어 믹스의 전문화 등으로 현재는 대상 연령 을 낮추고 중학생 용으로 되어 있다. 소녀 만화 잡지가 다양 화된 현재는 전신의 소녀 잡지와 마찬가지로 초등학생 소녀를 위한 증표로서의 역할이 이 장르를 지지하고 있는 것으로 파악된다.
- 나카 요시 ( 고단샤 / 1954년 - 현재 )
- 리본 ( 슈에이샤 , 1955년 - 현재 )
- 히토미 ( 아키타 서점 / 1978년 - 1991년 )
- 차오 ( 쇼우 갓칸 1977년 - 현재 )

중고생용 소녀 잡지
창간 당시는 순정 만화보다 패션과 스타의 정보를 풍부하게 게재 및 증표적인 성격을 가지고 있었지만, 소녀향과 마찬가지로 서서히 소녀 만화 잡지로서 충실해졌다.
- 별책 프렌드 ( 고단샤 / 1965년 - 현재, 구 「 별책 소녀 프렌드」 )
- 마가렛 ( 슈에이샤 / 1963년 - 현재 )
- 소녀 코믹 ( 소학관 / 1968년 - 현재 )
- LaLa ( 하쿠센샤 / 1976년 - 현재 )
- 월간 프린세스 ( 아키타 서점, 1974년 - 현재 )

하이틴용 소녀 잡지
나이 분할에 대응하고자 간행된 이래 고등학생에서 20대 초반을 위한 잡지로서 비교적 새로운 잡지가 많고, 소녀향의 상한과 성인의 하한 연령에 대응하는 형태로 간행되었으며 커튼을 매기는 같은 잡지도 많고, 그 잡지에서 이적 해 온 작가도 많다.
- 베쯔코미 ( 소학관 / 1970년 - 현재, 구 " 별책 소녀 코믹 " )
- 공주 GOLD ( 아키타 서점 / 1979년 - 현재 )
- 디저트 ( 고단샤 / 1996년 - 현재 )
- Cheese ! ( 소학관 / 1996년 - 현재 )
- Cookie ( 슈에이샤 / 1999년 - 현재 )

숙녀향 소녀 잡지
독자층의 성장에 따라 간행된 이후 학생에서 직장인을 위한 잡지로서 하나의 장르로서 "영 레이디즈"에게로도 적지 않은 영향을 주었다.
- 쁘띠 플라워 ( 소학관 / 1980년 - 2002년 )
- kiss ( 고단샤 / 1992년 - 현재 )
- 월간 flowers ( 소학관 / 2002년 - 현재 )
- cocohana ( 슈에이샤 , 2011년 - 현재 )